# Pantano de Benínar
El pantano de Benínar está situado en la provincia de Almería (España) y está alimentado por las aguas del río Grande de Adra que desciende de Sierra Nevada (España). Su nombre se debe a que se construyó sobre el pueblo de Benínar, que ha quedado bajo sus aguas. Los edificios del pueblo fueron destruidos, incluida su iglesia —antigua mezquita—, y sus habitantes se vieron forzados a emigrar. Aunque su construcción no terminó hasta 1983, las Cortes Franquistas aprobaron este embalse hacia 1958.
Con una capacidad de 68,2 hm³, es el segundo mayor embalse de la provincia tras el de Cuevas de Almanzora. El río Adra aporta un total medio de 45 hm³ de agua al año. También aportan agua, aunque en menor cantidad, las numerosas ramblas que confluyen en él. Recibe el agua de 521 km² de las provincias de Almería y Granada. 
A pesar de su tamaño, la capacidad de este pantano está limitada por el hecho de que no todo el suelo del vaso fue impermeabilizado, por lo que su capacidad práctica es de 15 hm³, filtrándose al subsuelo todo el sobrante. Este motivo ha provocado que se haya sugerido incluso, su demolición.

## Protección

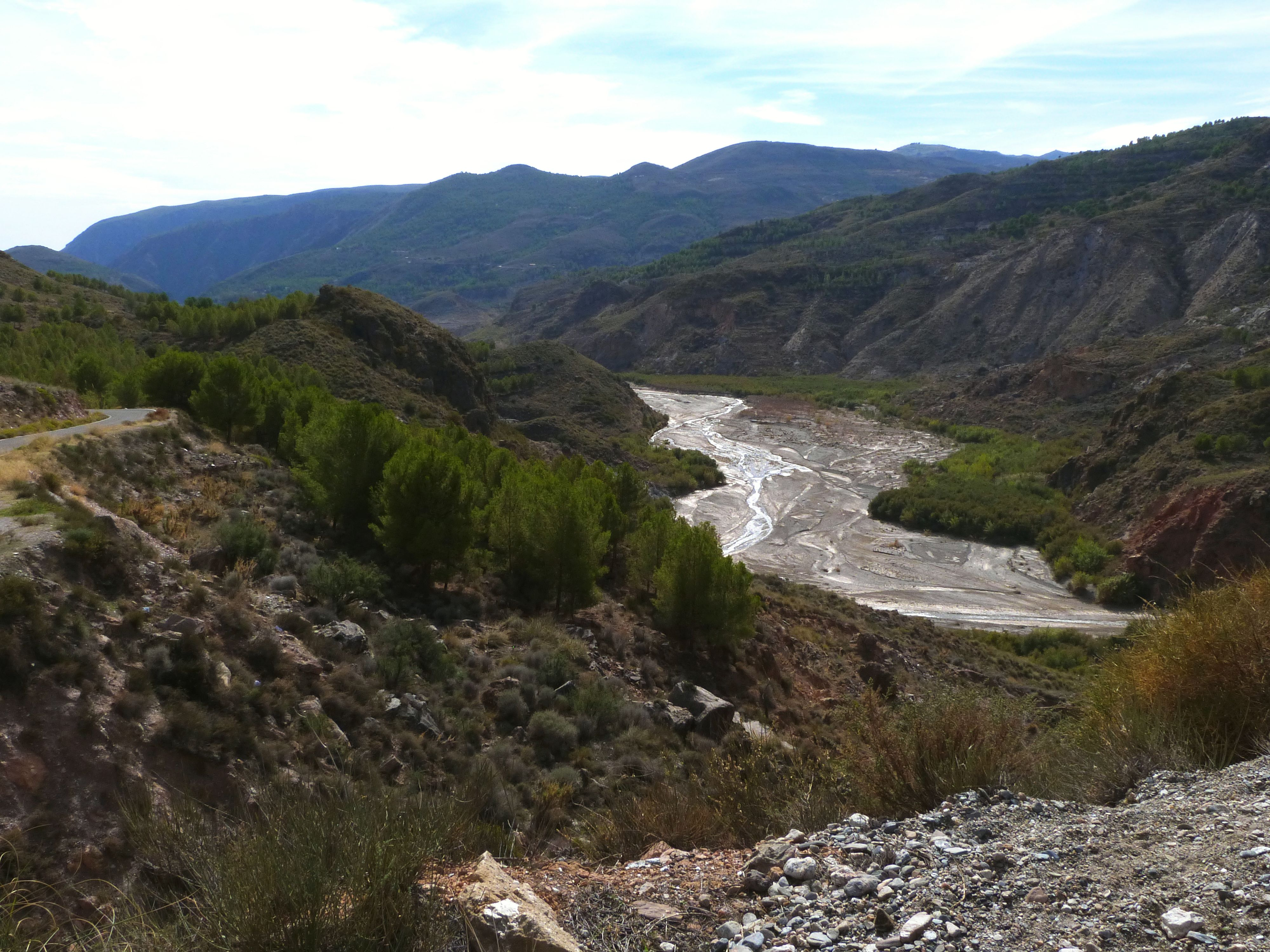
Árido norte del embalse.

Para limitar la cantidad de sólidos transportados y por tanto, el riesgo provocado por ellos, el embalse de Benínar se encuentra protegido por tres pequeñas presas: La presa de Turón, la presa de Darrícal y la presa de Yátor.

## Fauna
El embalse de Benínar es utilizado por aves acuáticas como garzas, anátidas, rállidos y cormoranes. También por Oxyura leucocephala, y peces como el Lebias ibera.

## Como escenario de películas
Entre agosto y septiembre de 2013 la zona del pantano de Benínar fue utilizada como escenario para el rodaje de una película india, llamada Ramaya Vasthawya. Se rodó una escena musical en la que participaron los protagonistas y varios bailarines.